# 单毛桤叶树
单毛桤叶树（学名：Clethra bodinieri）为桤叶树科桤叶树属下的一个种。

## 扩展阅读
維基物種上的相關：单毛桤叶树